# Боса Милићевић
Босиљка Боса Милићевић (Улцињ, 1917 — Београд, 19. фебруар 1940) била је студент економије и члан Комунистичке партије Југославије, која је умрла од последица рана задобијених на демонстрацијама 14. децембра 1939. у Београду.

## Биографија
Рођена је 1917. године у Улцињу. После завршетка Првог светског рата, њена породица се преселила у село Нови Жедник, код Суботице, где су њени родитељи као колонисти добили земљу. Основну школу је завршила у Новом Жеднику, а ниже разреде гимназије и Трговачку академију у Суботици, 1935. године.
За време школовања, као ученица Трговачке академије приступила је револуционарном омладинском покрету, због чега после завршетка школовања није могла да нађе посао у Суботици. У периоду од 1935. до 1939. године била је веома активна у раду илегалних комунистичких група које су деловале у Новом Жеднику и околним селима. Такође је учествовала у свим акцијама које је водила месна организација тада илегалне Комунистичке партије Југославије (КПЈ) - културне и спортске приредбе, прикупљање помоћи за политичке робијаше-комунисте у затвору у Сремској Митровици, као и прикупљање помоћи за учеснике шпанског грађанског рата затворене по логорима у Француској и др.
Касније је уписала Економско-комерцијалну високу школу у Загребу, одакле је 1939. године прешла у Београд и наставила студије на Економско-комерцијалној високој школи (данас Економски факултет). За време студија активно је учествовала у револуционарном студентском покрету на Београдском универзитету, због чега је примљена у чланство КП Југославије.
Дана 14. децембра 1939. године учествовала је у великим радничко-студентским демонстрацијама у Београду, на којима је учествовало око 50.000 људи. Током ових демонстрација, полиција је у жељи да растури демонстрације, употребила силу и отпочела сукобе с демонстрантима током којих је страдало 10 лица, од чега 8 студената. Најжешћи сукоби између демонстраната и полиције одиграли су се у Приштинској улици (данас Улица цара Николаја) и код зграда Правног и Техничког факултета у Александровој улици (данас Булевар Краља Александра). У сукобу код зграде Техничког факултета, Боса је била тешко рањена. Од последица рањавања умрла је 19. фебруара 1940. године у једној београдској болници. Сахрањена је 21. фебруара у Новом Жеднику.
У знак сећања на Босу Милићевић основна школа у Новом Жеднику носи њено име, а децембра 1959. године је у истој школи постављена њена биста. У Новом Жеднику улица у којој је живела, и у којој је и данас њена кућа, носи њено име. У Суботици њено име носи бивша Трговачка академија чија је била ученица, а данас Економска средња школа, као и једна улица у близини школе и студентски дом поред економског факултета у Суботици. Њено име носи и једна улица у београдском насељу Вождовац.